# Solenopsis gnomula
Solenopsis gnomula es una especie de hormiga del género Solenopsis, subfamilia Myrmicinae.

## Distribución
Esta especie se encuentra en Eritrea y Etiopía.